# Phoradendron longipetiolatum
Phoradendron longipetiolatum är en sandelträdsväxtart som beskrevs av Ignatz Urban. Phoradendron longipetiolatum ingår i släktet Phoradendron och familjen sandelträdsväxter. Inga underarter finns listade i Catalogue of Life.